# 阿里奥·科斯塔
阿里奥·科斯塔（義大利語：Ario Costa，1961年9月26日—），意大利男子篮球运动员。他曾代表意大利国家队参加1983年、1985年和1991年国际篮联欧洲锦标赛，获得一枚金牌、一枚银牌和一枚铜牌。